# Venezianische Messe

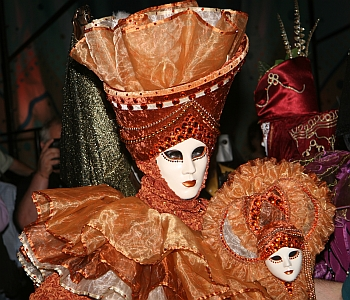
Phantasiemaske – 2012

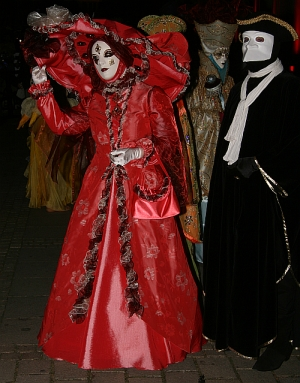
Abend auf dem Marktplatz – 2012

Die Venezianische Messe ist eine im Zweijahresrhythmus stattfindende Veranstaltung in Ludwigsburg, deren Ursprünge bis ins Jahr 1768 zurückgehen.

## Geschichte
Carl Eugen, Herzog von Württemberg, war in den Jahren 1762 und 1767 mehrere Monate in Italien auf Reisen. Dort fand er einen solch großen Gefallen am Karneval in Venedig, dass er es kurzerhand das venezianische Maskenfest in die Residenzstadt Ludwigsburg importierte. Am 19. Januar 1768 veranstaltete er auf dem Ludwigsburger Marktplatz die erste Venezianische Messe (auch St. Markus-Messe oder Maskenmesse genannt). Mit der Maskenfest, welches er mit einer 14-tägigen Verkaufsmesse für Luxuswaren verbunden hatte, veranstaltete er ein Spektakel das ein finanzkräftiges Publikum sowie Händler aus dem In- und Ausland nach Ludwigsburg zog. Bis zum Tod von Carl Eugen 1793 wurde die Venezianische Messe alljährlich abgehalten. Acht der 26 Veranstaltungen fanden in Ludwigsburg statt, die übrigen 18 nach dem Wechsel der herzoglichen Residenz 1775 nach Stuttgart auf dem Stuttgarter Marktplatz. Mit der Verlegung nach Stuttgart wechselte auch der Zeitpunkt von der Karnevalszeit auf den Frühsommer.
Neben dem Verkauf von Waren diente die Veranstaltung dem herzoglichen Hof als Schauplatz zur Selbstdarstellung. An den Abenden fanden Theateraufführungen, Opern oder Maskenbälle statt. Bei Maskenpromenaden mischte sich die Hofgesellschaft mit Masken unerkannt unter das Volk.

## Wiederbelebung
1992 wurde ein Verein mit dem Ziel gegründet, die Veranstaltung in Ludwigsburg wieder aufzugreifen. 1993 wurde die Venezianische Messe wieder ins Leben gerufen und findet seitdem wieder im September gerader Jahre auf dem Ludwigsburger Marktplatz statt. Während der dreitägigen Veranstaltung im September (2012 rund 50.000 Besucher), verwandeln rund 1000 Gaukler, Artisten, Musiker, Masken- und Kostümträger den Marktplatz in den Markusplatz von Venedig. Eine große Künstlerprozession durch die Innenstadt vom Bahnhof zum Marktplatz bildet am Freitagabend den Auftakt. Nach der Prozession sowie am Samstag und Sonntag findet in der Unteren Marktstraße und auf dem Holzmarkt ein Kunst- und Handwerkermarkt statt. Auf dem Marktplatz gibt es bei venezianischer Atmosphäre vielfältige Unterhaltung.